# 四兵进攻
四兵进攻是國際象棋開局王翼印度防禦的一種，走法為：
1.d4 Nf6 2.c4 g6 3.Nc3 Bg7 4.e4 d6 5.f4